# Rue Arthur-Croquette
La rue Arthur Croquette est une voie de Charenton-le-Pont, en France.  

## Situation et accès

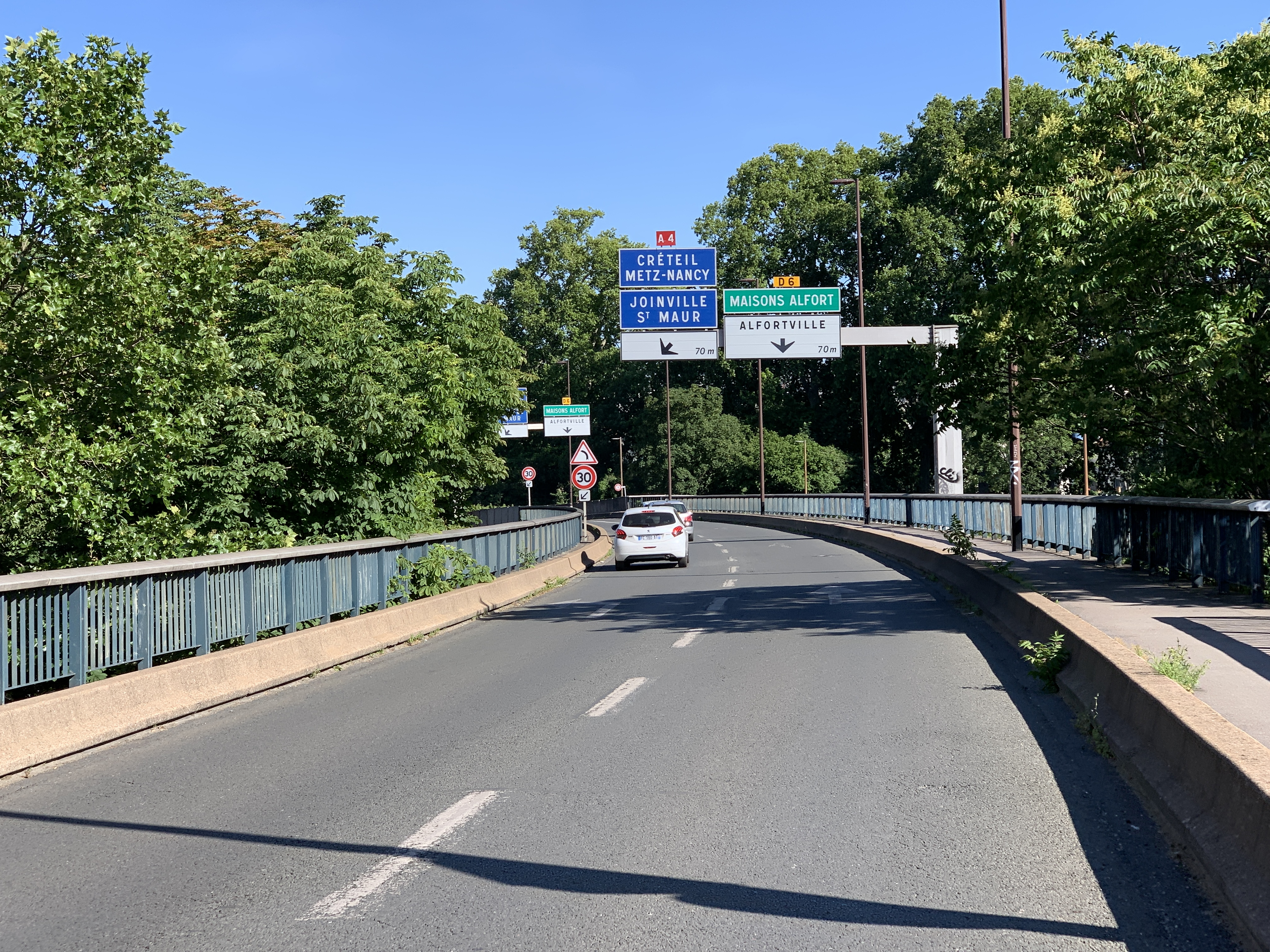
En 2020, sur la bretelle de la A4.

La rue Arthur-Croquette débute 67 rue de Paris et se termine au pont de Charenton. Elle fait partie de la route départementale 57.
Elle marque le début de la rue du Cadran et de la passerelle du km 4 qui enjambe la voie ferrée établissant une liaison piétonnière avec la rue de l'Embarcadère. 
Au-delà de cette passerelle, la rue est une bretelle reliant l’autoroute A 4 et le pont de Charenton. Cette bretelle comporte un étroit trottoir entre la passerelle et un escalier donnant accès au quai des Carrières. Au-delà de cet escalier jusqu’au pont la route est fermée aux piétons.  
Elle est accessible par la station de métro  Charenton-Écoles  de la ligne 8.

## Origine du nom

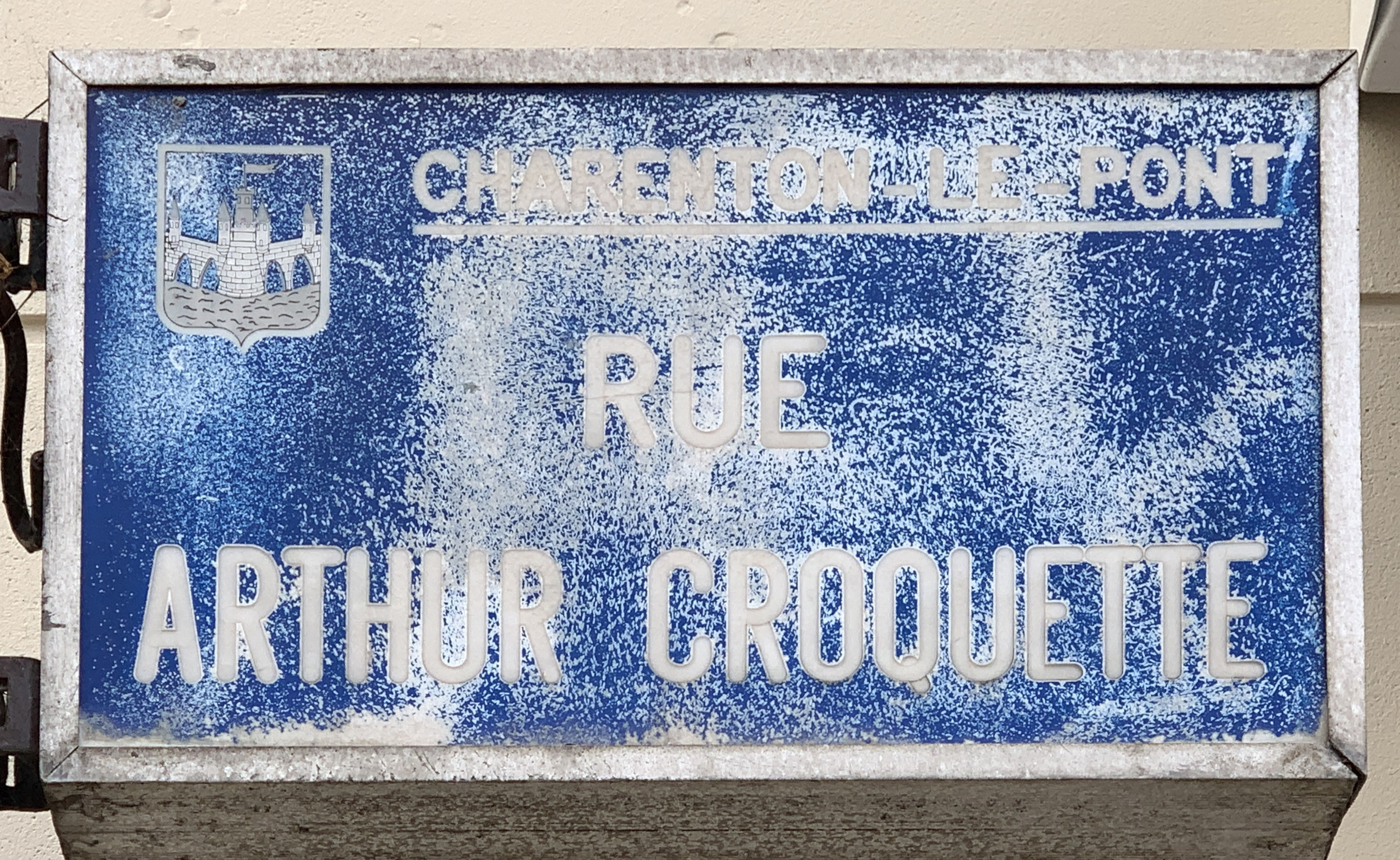
Plaque Rue Arthur-Croquette.

Son nom célèbre Arthur Croquette combattant de la Libération tué le 23 août 1944 sur le pont de Charenton. Membre de la Défense passive, il perdit la vie en se présentant au volant d’un véhicule municipal rue Saint-Maur, devant le pont de Charenton, en face de l’armée allemande. Une plaque a été déposée, mentionnant : « Ici est tombé le 23 août 1944 Arthur Croquette dans la lutte pour la Libération de Paris ».

## Historique
La rue est à l’emplacement de la partie sud-est de l’ancien Séjour du Roi donnée en 1615 à l’ordre des Carmes déchaussés et d’une entreprise de fonderie établie après la vente du Couvent comme bien national à la Révolution. Cette entreprise est expropriée en 1848 pour la construction de la ligne Paris-Lyon et de la gare de Charenton.
La rue est ouverte à cette date de la rue de Paris au quai des Carrières sous le nom de rue de l’Embarcadère pour donner accès à la gare de Charenton. Cette gare située au sud de la voie ferrée est déplacée en 1905 de l’autre côté de la ligne. L’ancienne gare de voyageurs devient ensuite une gare de marchandises. Ces gares sont supprimées en 1942 lors du prolongement de la ligne 8 du métro à la station Charenton-Écoles.
La rue est renommée rue Arthur-Croquette en 1944.
La rue Arthur-Croquette est prolongée vers 1975 par une bretelle routière à l’emplacement de la partie nord de la rue du Séjour pour relier le centre de Charenton à l’autoroute et au pont de Charenton, la partie basse de l'ancienne rue entre la passerelle et le quai reprenant le nom  de rue de l’Embarcadère.
En 2021, elle subit une rénovation visant à remplacer les garde-corps dans la partie située au-dessus de l'autoroute.